# Bầu cử quốc hội Kosovo 2014
Cuộc bầu cử Quốc hội Kosovo diễn ra vào ngày 08 tháng 6 năm 2014, lúc này Kosovo bắt đầu cuộc bầu cử Quốc hội sớm. Các điểm bỏ phiếu mở cửa lúc 7h sáng nay (giờ địa phương) trên khắp Kosovo. Hơn 1,7 triệu cử tri Kosovo đã đăng ký tham gia bỏ phiếu trong đó tỷ lệ đi bầu cao trong 120.000 cử tri thuộc cộng đồng người Serb. Các điểm bỏ phiếu sẽ đóng cửa lúc 17h ngày 8 tháng 6 (giờ địa phương) và kết quả sơ bộ sẽ được công bố vào tuần tiếp theo. Qua kết quả bầu cử, ông Hashim Thaci cùng đảng của mình đã được công bố giành chiến thắng và tiếp tục nhiệm kỳ thứ 3.

## Tâm điểm
Cuộc bầu cử diễn ra trong bối cảnh người dân tộc Albania chiếm đa số và người Serbia thiểu số vẫn còn chia rẽ, hơn một thập niên sau cuộc xung đột. Trong cuộc bầu cử này, chú ý đều đổ dồn về khu vực miền Bắc, nơi cộng đồng thiểu số người Serbia sinh sống và tham gia bỏ phiếu lần đầu tiên kể từ khi Kosovo tuyên bố độc lập tách khỏi Serbia. Việc cộng đồng Serbia tham gia cuộc bỏ phiếu lần này được xem là động lực để thúc đẩy mong muốn gia nhập Liên minh châu Âu.
Suốt chiến dịch tranh cử, tham nhũng có hệ thống và tình trạng khánh kiệt của nền kinh tế Kosovo liên tục đứng đầu danh sách lo ngại của cử tri. Kosovo hiện là một trong những người nghèo nhất châu Âu, với tỷ lệ thất nghiệp 35%, hơn một nửa trong số đó là thanh niên. Ông Hacim phải đối mặt với sự giận dữ của cử tri Kosovo trước tình trạng kinh tế suy giảm và tỷ lệ thất nghiệp cao.